# Chữ Ahom
Chữ Ahom hay chữ Tai Ahom là một abugida dùng để viết tiếng Ahom, ngôn ngữ cổ xưa của cộng đồng người Ahom từng cai trị phần phía đông của thung lũng Brahmaputra, khoảng một phần ba chiều dài của thung lũng Brahmaputra ở bang Assam của Ấn Độ giữa thế kỷ 13 và 18.
Tiếng Ahom là một ngôn ngữ Thái, được xếp vào Nhóm ngôn ngữ Thái Tây Nam, có quan hệ gần với tiếng Shan, tiếng Khamti và hơi xa hơn là với tiếng Thái. Đây là ngôn ngữ gần như tuyệt chủng, nhưng nay đang được cộng đồng Ahom cố gắng hồi sinh.

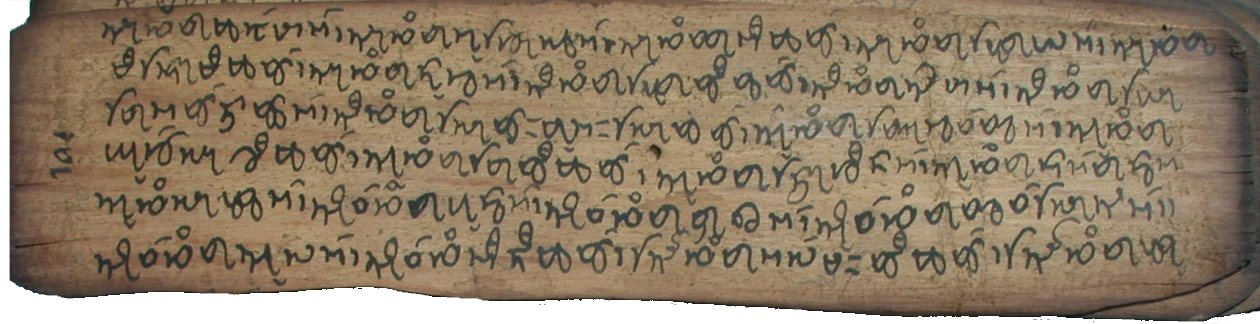
Một bản thảo chữ Ahom được lưu giữ tại Khoa Nghiên cứu Lịch sử và Cổ vật, Pan Bazaar, Guwahati

## Lịch sử
Chữ Ahom có lẽ được bắt nguồn từ các chữ Ấn Độ hoặc chữ Brahmic , gốc của hầu hết tất cả các abugida của Ấn Độ và Đông Nam Á. Nó có lẽ là nguồn gốc Indic Nam . Các bản thảo được báo cáo theo truyền thống được sản xuất trên giấy được làm từ vỏ cây trầm hương (địa phương gọi là sachi).
Chữ Brahmic đã lan truyền một cách hòa bình truyền bá việc học tập của Ấn Độ. Nó lan truyền tự nhiên đến Đông Nam Á, tại các cảng trên các tuyến giao dịch. Tại các vị trí giao dịch này các chữ khắc cổ đã được tìm thấy bằng tiếng Phạn, sử dụng các chữ viết có nguồn gốc từ Ấn Độ. Sau đó phát triển các biến thể châu Á của các chữ này. Lúc đầu chữ khắc được tìm thấy trong các ngôn ngữ Ấn Độ, nhưng sau đó các chữ khắc của các ngôn ngữ Đông Nam Á đã được tìm thấy trong các chữ viết có nguồn gốc từ các chữ viết Ấn Độ. Tuy nhiên cũng có loại chữ địa phương đã được phát triển không bắt nguồn từ Ấn Độ. Sau đó các biểu tượng cho âm thanh trong các ngôn ngữ thuộc Ngữ chi Thái đã được phát triển và phong cách viết của Ấn Độ bị bỏ lại phía sau.
Người ta tin rằng người Ahom đã tiếp nhận chữ từ chữ Môn cổ hoặc Myanmar cổ, trước khi di cư đến Thung lũng Brahmaputra. Điều này được hỗ trợ dựa trên hình dạng tương tự của các ký tự giữa các chữ Ahom và chữ Môn cổ và Myanmar cổ. Tuy nhiên rõ ràng là chữ và ngôn ngữ sẽ thay đổi trong vài trăm năm được sử dụng. Một dạng chữ in của phông chữ đã được phát triển để được sử dụng trong "Từ điển Ahom-Assamese-English" đầu tiên.
Tiếng Assam thay thế Ahom trong thế kỷ 17.

## Unicode
Chữ Ahom được mã hóa trong Unicode ở dải mã U+11700–U+1173F.
| Bảng Unicode Ahom Official Unicode Consortium code chart: Ahom Version 15.0            |   |   |   |   |   |   |   |   |   |   |   |   |   |   |   |   |
|                                                                                        | 0 | 1 | 2 | 3 | 4 | 5 | 6 | 7 | 8 | 9 | A | B | C | D | E | F |
| U+1170x                                                                                | 𑜀 | 𑜁 | 𑜂 | 𑜃 | 𑜄 | 𑜅 | 𑜆 | 𑜇 | 𑜈 | 𑜉 | 𑜊 | 𑜋 | 𑜌 | 𑜍 | 𑜎 | 𑜏 |
| U+1171x                                                                                | 𑜐 | 𑜑 | 𑜒 | 𑜓 | 𑜔 | 𑜕 | 𑜖 | 𑜗 | 𑜘 | 𑜙 | 𑜚 |   |   | 𑜝  | 𑜞  | 𑜟  |
| U+1172x                                                                                | 𑜠  | 𑜡  | 𑜢  | 𑜣  | 𑜤  | 𑜥  | 𑜦  | 𑜧  | 𑜨  | 𑜩  | 𑜪  | 𑜫  |   |   |   |   |
| U+1173x                                                                                | 𑜰 | 𑜱 | 𑜲 | 𑜳 | 𑜴 | 𑜵 | 𑜶 | 𑜷 | 𑜸 | 𑜹 | 𑜺 | 𑜻 | 𑜼 | 𑜽 | 𑜾 | 𑜿 |
| U+1174x                                                                                | 𑝀 | 𑝁 | 𑝂 | 𑝃 | 𑝄 | 𑝅 | 𑝆 |   |   |   |   |   |   |   |   |   |
| Ghi chú 1.^ Bản mẫu:Phiên bản Unicode 2.^ Grey areas indicate non-assigned code points |   |   |   |   |   |   |   |   |   |   |   |   |   |   |   |   |